# Sylvirana mortenseni
Espèce
Synonymes
- Rana mortenseni Boulenger, 1903
- Hylarana mortenseni (Boulenger, 1903)

Statut de conservation UICN

 NT  : Quasi menacé
Sylvirana mortenseni est une espèce d'amphibiens de la famille des Ranidae.

## Répartition
Cette espèce se rencontre jusqu'à 800 m d'altitude, :
- dans le sud-est de la Thaïlande dans la province de Trat ;
- dans le sud-ouest du Cambodge dans la chaîne des Cardamomes.

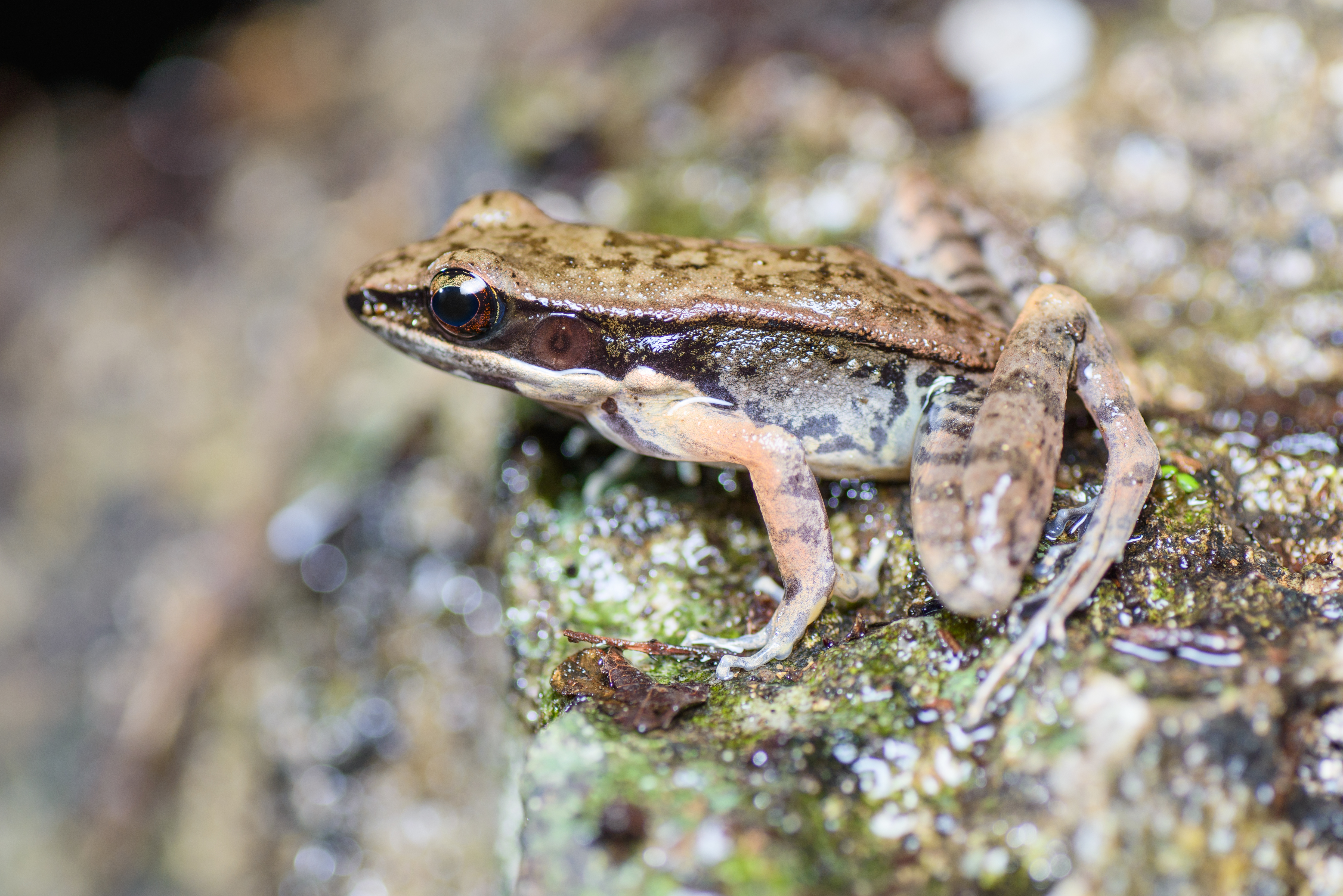
Hylarana mortenseni, parc national de Khao Chamao-Khao Wong, Province de Chanthaburi, Thaïlande

## Étymologie
Cette espèce est nommée en l'honneur d'Ole Theodor Jensen Mortensen.

## Publication originale
- Boulenger, 1903 : On a new frog from Upper Burma and Siam. Annals and Magazine of Natural History, sér. 7, vol. 12, p. 219 (texte intégral).